# Jakub Sęp Szarzyński
Jakub Sęp Szarzyński herbu Junosza (zm. w 1606 roku) – podstoli lwowski w latach 1583-1604.
Członek konfederacji rzeszowskiej 1587 roku.